# Microrégion de São Paulo
La microrégion de São Paulo est l'une des sept microrégions qui subdivisent la mésorégion métropolitaine de São Paulo de l'État de São Paulo au Brésil.
Elle comporte 8 municipalités qui regroupaient 13 557 036 habitants en 2010 pour une superficie totale de 2 348 km².

## Municipalités[1]
- Diadema
- Mauá
- Ribeirão Pires
- Rio Grande da Serra
- Santo André
- São Bernardo do Campo
- São Caetano do Sul
- São Paulo